# Confédération des petites villes de l'Union européenne
 (juillet 2023).
La Confédération des petites villes de l'Union européenne (en anglais : Confederation of Towns and Municipalities of Europe (CTME) ; en italien : Confederazione dei Piccoli Comuni e Municipalità dell'unione europea) est une association fondée le 9 novembre 2007 à Bordeaux sous le nom de Réseau européen des petites villes, à l'initiative de l'Association des petites villes de France et de son président fondateur, Martin Malvy,. D'abord une coopération informelle entre petites villes européennes, elle devient officiellement la Confédération européenne des petites villes de l'Union européenne le 15 février 2011 à Bruxelles. Association pluraliste, elle regroupe aujourd'hui les associations d'élus de cinq états membres (France, Allemagne, Italie, Roumanie, Hongrie) différents et représente environ 130 millions de citoyens dans 25 000 communes,[source secondaire souhaitée].
Elle est aujourd'hui présidée par Roberto Pella (it) et son secrétaire général est Tugdual Le Lay. 

## Gouvernance

### Martin Malvy (2011-2015)
Martin Malvy, à l'initiative de la création de la Confédération en est également le premier président, de 2011 à 2015. Ses vice-présidents sont Roland Schäfer (Président de la Deutscher Städte- und Gemeindebund (de)), Mauro Guerra (Président de l'Associazione Nazionale Comuni Italiani (it)) et Nicolas Moldovan (Premier vice-président de l'AOR).[réf. nécessaire] Le secrétariat général est assuré par Klaus Nutzenberger. 

### Roberto Pella (2015-2023)
Le député italien Roberto Pella (it), également premier vice-président de l'ANCI est élu président à l'occasion du huitième congrès de la Confédération européenne des petites villes, à Budapest en septembre 2015. Ses vice-présidents sont  Roland Schäfer, et Olivier Dussopt puis Christophe Bouillon (Président de l'APVF).[réf. nécessaire] Le secrétariat général est assuré Klaus Nutzenberger.
Pella est réélu à la présidence de la Confédération le 8 novembre 2019 à Berlin, à l'occasion de l'assemblée générale à la veille des trente ans de la chute du mur de Berlin. Ses vice-présidents sont Roland Schäfer, Christophe Bouillon et Markus Honnigfort. Le secrétariat général est assuré par Tugdual Le Lay.

## Engagements politiques
Depuis sa création, la Confédération européenne se positionne sur les grandes politiques européennes afin de faire valoir la position des petites villes européennes,, alors que plus de 50 % de la population européenne vit dans des collectivités comprises entre 2 000 et 60 000 habitants,.
En partenariat avec les régions d’Europe, les institutions européennes et notamment le Comité européen des régions, le Conseil des communes et régions d'Europe, la Confédération participe à la co-construction de réponses politiques et pragmatiques à ces préoccupations.

### Cohésion territoriale
Les petites villes jouent un rôle important dans la vitalité des territoires périphériques et notamment ruraux. Pour la Confédération, il est nécessaire d’adapter les politiques locales, nationales et européennes aux crises environnementale, économique, sociale et politique et de réexaminer les objectifs afin que la cohésion territoriale soit considérée comme une priorité,,.  
Les petites villes permettent la mobilité et l'intégration. À cet égard la Confédération œuvre pour que la Commission européenne consacre des financements et planifie des stratégies politiques d'aménagement des territoires pour les villes dont la population est inférieure à 100 000 habitants. Dans la continuité de la charte de Leipzig, les petites villes souhaitent une ville durable, à la fois écologique, économique, sociale et solidaire.

### Lutte contre les fractures territoriales
Depuis sa création, la Confédération est très attentive sur la place des fonds de cohésion dans les budgets européens et en particulier dans les budgets pluriannuels de l'Union européenne. Les petites villes craignent de se trouver  marginaliser. En effet, manquant trop souvent d’expertise et peu à même de participer à des appels de fonds trop ambitieux en termes d'échelle ou trop coûteux en termes de logistique administrative, les petites villes européennes ont de plus en plus de difficultés à bénéficier des fonds européens.
La Confédération voit les coupes prévues dans le budget européen comme un très mauvais signal pour les autorités locales et en particulier pour les petites villes. Les fonds structurels (fonds européen de développement régional, fonds social européen, fonds européen agricole pour le développement rural) ne doivent pas être une variable d’ajustement et ne peuvent compenser la faiblesse et l’insuffisance du budget communautaire. La Confédération œuvre pour qu'un plan de contingences soit adopté pour veiller à ce que les politiques actuelles soient prolongées en cas de retard dans l’approbation du prochain cadre financier pluriannuel.[réf. nécessaire]
Enfin, les petites villes de l'Union européenne ont demandé aux états membres que leurs nouvelles priorités européennes ne soient pas financées sur la base des politiques européennes de solidarité, les plus visibles pour les concitoyens sur les territoires.

### Développement durable etEuropean Green Deal
La Confédération accueille avec intérêt le choix de la Commission européenne de faire du développement durable et des énergies « propres » des piliers des prochaines politiques communautaires à travers le pacte vert, présenté par Ursula von der Leyen, présidente de la Commission européenne. Depuis sa création, et d'autant plus depuis l'annonce des nouvelles priorités de la Commission européenne, la Confédération milite pour une définition claire et applicable des termes, afin que les petites villes puissent anticiper, s’adapter et concrètement mettre en œuvre la transition écologique sur les territoires, et permettre au Green New Deal voulu par la Commission de prendre corps.

### Mutations et des défis majeurs
Parmi les grandes mutations auxquelles l'Europe est confrontée, la Confédération en identifie particulièrement quelques-unes, qui sont structurantes et affectent le maillage des territoires des petites villes, ainsi que leur attractivité à travers toute l'Europe. Ces mutations sont la concentration des populations, la fuite des cerveaux et en particulier des jeunes ; les mobilités, la transition écologique, le développement économique, la désertification médicale ; la proximité, le localisme et les circuits courts comme une politique de gouvernance ; la numérisation.[réf. nécessaire]

## Participation citoyenne
À l'initiative de son secrétaire général Tugdual Le Lay, la Confédération européenne s'est plus récemment investie dans le champ de la participation citoyenne au niveau européen et du lien entre grandes politiques européennes et politiques locales de territoires à l'échelle de bassins de vie,.